# Reggiane Re.2001
El Reggiane Re.2001 Falco II (‘halcón’ en italiano), fue un caza monomotor de ala baja fabricado por la compañía italiana Reggiane a principios de los años 40, y que participó en la Segunda Guerra Mundial con la Regia Aeronautica , la Aviación Cobeligerante Italianas, y con la Aeronautica Nazionale Repubblicana de la República Social Italiana. Su diseño consistía en un desarrollo del caza Reggiane Re.2000, que a la vez era muy similar al estadounidense Seversky P-35, y poco después sirvió de base para el también caza Reggiane Re.2005.
El Re.2001 tenía un diseño que le permitía adaptarse al desempeño de múltiples cometidos. Gracias a su maniobrabilidad podía mantener combates aéreos con oponentes más potentes, como los británicos Supermarine Spitfire.

## Diseño y desarrollo
El Reggiane Re.2001 fue un desarrollo del Re.2000 Falco I, que había sido rechazado por la Regia Aeronautica debido a su motorización. Ese problema quedaba solucionado en el Re.2001, ya que venía equipado con un motor Alfa Romeo que proporcionaba 1.175 CV, que no era más que una versión más potente y fiable del motor alemán Daimler-Benz DB 601, sustancialmente más potente que el Piaggio P.IX de 986 CV que equipaba al Re.2000.
El avión incorporaba gran parte de la estructura de su predecesor, con tanques de combustible con capacidad para 544 litros (1 en el fuselaje, 4 en las alas), y un armamento que consistía en dos ametralladoras Breda-SAFAT de 12,7 mm montadas en el morro, y dos de 7,70 mm bajo las alas.
Según los expertos, el Falco II era muy similar al Macchi M.C.202, aunque este último entró antes en producción, por lo que se fabricó en mayores cantidades. El retraso en la construcción del Re.2001 se debió a que la Regia Aeronautica quería que los depósitos de combustible fueran implantados en el interior de las alas, lo que requería un rediseño sustancial de la estructura del avión. El primer pedido consistió en 300 unidades, que poco después fue reducido a 252. Este número incluía 100 Re.2001 Serie I, Serie II y Serie III con distintas modificaciones en el armamento, cazabombarderos de la Serie IV, y 150 cazas nocturnos Re.2001 CN.
Debido a la obligación de rediseñar la estructura alar, la entrega se retrasó, por lo que los primeros aviones comenzaron a entrar en servicio en junio de 1941, casi un año después de lo programado.
Junto con la versión de caza, se desarrollaron otras dos versiones para el desempeño de roles especiales. El Re.2001 CB (Cacciabombardiere, Cazabombardero) fue producido desde 1942 y podía transportar bombas de entre 100 y 250 kg bajo el fuselaje. El Re.2001 CN (Caccia notturno, Caza nocturno) fue una versión adaptada para las labores de caza nocturno, que contaba con apagallamas de los gases de escape y dos cañones automáticos Mauser MG 151 en góndolas debajo de las alas. De esta última versión se realizó un pedido de 50 unidades, si bien finalmente se construyeron únicamente 34.

## Variantes
Re.2001
Prototipos; dos unidades construidas, el primero de los cuales realizó su primer vuelo en mayo de 1940. El segundo contaba con diversas modificaciones estructurales
Re.2001 Serie I
Primera serie de producción, que operó como cazabombardero y como avión de entrenamiento sobre barcos. También sirvió para la realización de pruebas sobre catapultas embarcadas. Se construyeron 100 unidades
Re.2001 CB
Cazabombardero con capacidad para transportar entre 100 y 250 kg de bombas debajo del fuselaje para la realización de misiones de ataque.
Re.2001 OR Serie II
versión navalizada ideada para operar en el inacabado portaaviones Aquila de la Regia Marina. Tenía capacidad para transportar un torpedo de 600 kg Y bombas; 50 unidades construidas
Re.2001 CN Serie III & IV
Versión de caza nocturno, con capacidad de carga incrementada hasta los 640 kg, o un tanque adicional de combustible en el Serie IV. Contaba con 2 cañones automáticos Mauser MG 151 de 20 mm en dos góndolas, cada una debajo de cada ala; 74 unidades construidas.
Re.2001 G/H
Versión experimental para cargar un torpedo de 600 kg o para actuar en modo antitanque; 2 unidades construidas
Re.2001 G/V
Versión modificada con la estructura del fuselaje reforzado para cargar una única bomba de 640 kg. Se construyeron pocas unidades, dos de las cuales formaron parte en la Operación Pedestal, siendo este el único uso que se le dio a esta variante
Re.2001 Delta
Prototipo equipado con un motor Isotta-Fraschini Delta RC 16/48 que proporcionaba 840 CV. Una única unidad construida, que realizó su primer vuelo el 12 de septiembre de 1942. Después de las pruebas, en las que su velocidad máxima fue de únicamente 478 km/h a 5.760 m de altura, la Regia Aeronautica canceló los 100 pedidos que había realizado de esta versión
Re.2001bis
Prototipo que contaba con los radiadores en distinta posición. A pesar de que las pruebas fueron satisfactorias, destacando como la versión del Re.2001 más veloz de todas, el único construido acabó reconvertido en un Re.2001 estándar.
Otras variantes de diseño que se tuvieron en consideración incluían una antitanque, armada con cañones automáticos de 20 mm y bombas antitanque, y una versión de reconocimiento aéreo, aunque algunos Re.2001 estándar fueron modificados para la realización de esas misiones.

## Operadores
Italia
- Regia Aeronautica
- Aviación Cobeligerante Italiana[6]

 Italia
- Aeronautica Nazionale Repubblicana

## Especificaciones

### Características generales
- Tripulación: 1
- Longitud: 8,36 m
- Envergadura: 11 m
- Altura: 3,15 m
- Superficie alar: 20,4 m²
- Peso vacío: 2.495 kg
- Peso cargado: 3.280 kg
- Planta motriz: 1× motor V12 Alfa Romeo RA 1000 41.
  - Potencia: 1.175 CV 871 kW

### Rendimiento
- Velocidad máxima operativa (Vno): 542 km/h 337 mph
- Alcance: 990 km 615 mi
- Techo de vuelo: 11.000 m 36.090 pies
- Régimen de ascenso: 780 m/min 2.591 pies/min
- Carga alar: 32.93 lb/ft²

### Armamento
- Armas de proyectiles: 

  - 2 ametralladoras Breda-SAFAT de 12,7 mm en la cubierta superior.
  - 2 ametralladoras Breda-SAFAT de 7,70 mm en las alas.

### Desarrollos relacionados
- Reggiane Re.2000
- Reggiane Re.2005
- MÁVAG Héja

### Aeronaves similares
- Messerschmitt Me 109
- Focke Wulf Fw 190
- Curtiss P-36
- Curtiss-Wright CW-21
- Grumman F4F Wildcat
- Seversky P-35
- Bloch MB.150
- Fiat G.50
- Macchi M.C.200
- Mitsubishi A6M
- Nakajima Ki-43
- IAR 80
- Polikarpov I-180

### Secuencias de designación
- Aviones de Reggiane: Re.2000 • Re.2001 • Re.2002 • Re.2003 • Re.2004 • Re.2005 • Re.2006 • Re.2007

### Listas relacionadas
- Anexo:Cazas de la Segunda Guerra Mundial